# Рахила
Рахила или Рахел (хебр. רחל Raḥel - „јагње“) била је библијска пророчица и прва жена пророка Јакова, једног од три велика јеврејска патријарха, мајка Јосифа и Венијамина. Била је кћи Лабана и млађа сестра пророчице Лее. Јаков је био њен рођак, његова мајка Ребека је била сестра њеног оца Лабана.
Брак Јакова и Рахиле се први пут помиње у Библији у Књизи постања (Постање 29) када је Јаков упознаје на појилу где је довео своју јагњад. Претходно је превалио велики пут како би пронашао брата своје мајке, Лабан. Мајка Ребека га је послала тамо како би се сакрио од свог бесног брата близанац, Исава.
Током Јаковљевог боравка код рођака Лабана, он се заљубио у његову кћи Рахилу, али он није имао новаца да је узме за жену. Зато су се договорили да код њега ради седам година у замену за руку његове кћери. У ноћи венчања, Јакову су уместо Рахиле подметнули њену старију сестру Леу. Јаков је био јако љут али је опростио превару Лабану и договорили су се да Леу задржи за жену а да још седам година остане да ради за Рахилину руку.
Пошто је Леа родила четири сина, Рахила је са Јаковом родила сина Јосифа, који ће постати Јаковљево омиљено дете и наследник.
Након рођења Јосифа, Јаков је одлучио да се врати у земљу хананску са породицом. Плашећи се да ће га Лабан спречити у томе, побегао је кришом ноћу са своје две жене, Леом и Рахилом, и дванаесторо деце. Лабан га је јурио и оптужио га за крађу свог идола. Заиста, Рахила је украла идола свога оца, и сакрила га у седлу своје камиле. Не знајући да је идол узела његова супруга, Јаков проклиње крадљивца идола (Прва Мојсијева 31:32).
Када су стигли близу реке Еуфрат, Рахила умире пошто рађа сина Венијамина. Као и друге библијске личности, и Рахила је присутна у популарној култури. Тако Константин Филозоф у делу Житије деспота Стефана Лазаревића помиње како је туговање због смрти кнеза Лазара током Косовске битке 15. јуна 1389. као да је у свима овим пределима Рахила плакала и не хтеде се утешити, не само због деце своје но због богоизабраног господина, јер га нема и јер их нема.